# Pavle Vuisić
Pavle Vuisić (pravo prezime Vujisić) (Beograd, 10. srpnja 1926. – Beograd, 1. listopada 1988.) bio je srbijanski glumac. Dobitnik je većeg broja glumačkih priznanja. Glumačka nagrada za životno djelo, koja se dodjeljuje na Filmskim susretima u Nišu nosi njegovo ime od 1994. godine.
Prije početka glume, Pavle Vuisić bavio se novinarstvom u Radio Beogradu i studirao je pravo. Godine 1950. dobiva malu ulogu u filmu Čudotvorni mač, kojim započinje njegova filmska karijera. Iako je cijenjen kao jedan od najznačajnijih likova srpskoga glumišta, nije uspio upisati Fakultet dramskih umjetnosti.
Nije volio nagrade i popularnost te je odbio nastupati u inozemstvu. Živio je boemski, volio je Dunav na kojem je imao brojne čamce. Pokopan je po svojoj želji u miru samo u krugu obitelji.

## Filmske i TV uloge
Pavle Vuisić ostvario je preko 150 uloga na filmu i televiziji. Glumio je različite likove, nevezujući se posebno ni za jedan žanr. Ostvaruje podjednako uspješne uloge u dramama, kao i u komedijama. 
Neki zapaženiji filmovi i TV serije u kojima je glumio su:
| Godina | Film                                                   | Uloga                      |
| 1950.  | Čudotvorni mač (Vojislav Nanović)                      | Vitez                      |
| 1953.  | Ciganka (Vojislav Nanović)                             | Guta                       |
| 1953.  | Nevjera (Vladimir Pogačić)                             | Mornar                     |
| 1955.  | Šolaja (Vojislav Nanović)                              | Bubalo                     |
| 1956.  | Tri koraka u prazno (Vojislav Nanović)                 | Obrad, lađar               |
| 1959.  | Servisna stanica (TV) (Radivoje 'Lola' Djukić)         |                            |
| 1961.  | Nema malih bogova (Radivoje 'Lola' Djukić)             | Direktor servisnih stanica |
| 1963.  | Dvostruki obruč (Nikola Tanhofer)                      | krčmar Marko               |
| 1964.  | Prometej s otoka Viševice (Vatroslav Mimica)           | Zane                       |
| 1966.  | Ponedjeljak ili utorak (Vatroslav Mimica)              | Markov otac                |
| 1967.  | Buđenje pacova (Živojin Pavlović)                      | Krmanoš                    |
| 1969.  | Bitka na Neretvi (Veljko Bulajić)                      | Jordan                     |
| 1969.  | Kad čuješ zvona (Antun Vrdoljak)                       | Gara                       |
| 1971.  | Makedonski dio pakla (Vatroslav Mimica)                | Josif Dzo                  |
| 1971.  | Šešir profesora Koste Vujića (TV) (Vladimir Andrić)    | Profesor Kosta Vujić       |
| 1972.  | Majstor i Margarita (Aleksandar Petrović)              | Azazel                     |
| 1972.  | Kamiondžije (Milo Đukanović)                           | Pavle-Paja Čutura          |
| 1972.  | I Bog stvori kafansku pjevačicu (Jovan Živanović)      | Stric                      |
| 1972.  | Valter brani Sarajevo (Hajrudin Krvavac)               | Otpravnik vlakova          |
| 1974.  | Derviš i smrt (Zdravko Velimirović)                    | Muftija                    |
| 1976.  | Salaš u malom ritu (Branko Bauer)                      | Krčmar Paja                |
| 1976.  | Povratak otpisanih (Aleksandar Đorđević)               | Joca                       |
| 1976.  | Čuvar plaže u zimskom periodu (Goran Paskaljević)      | Buda                       |
| 1976.  | Pas koji je volio vlakove (Goran Paskaljević)          | Stric                      |
| 1977.  | Hajka (Živojin Pavlović)                               | Filip Bekić                |
| 1978.  | Posljednji podvig diverzanta Oblaka (Vatroslav Mimica) | Josip Crnković - Oblak     |
| 1980.  | Petrijin vijenac (Srđan Karanović)                     | Ljubiša                    |
| 1980.  | Majstori, majstori (Goran Marković)                    | školski majstor Stole      |
| 1980.  | Ko to tamo peva (Slobodan Šijan)                       | Kondukter                  |
| 1980.  | Poseban tretman (Goran Paskaljević)                    | Otac direktora             |
| 1981.  | Sjećaš li se Dolly Bell? (Emir Kusturica)              | Tetak                      |
| 1982.  | Maratonci trče počasni krug (Slobodan Šijan)           | Milutin Topalović          |
| 1985.  | Život je lijep (Boro Drašković)                        | Kruščić                    |
| 1985.  | Otac na službenom putu (Emir Kusturica)                | djed Muzafer Zulfikarpašić |
| 1986.  | od zlata jabuka                                        | Strahinja                  |

## Nagrade
- Godine 1955. – Zlatna arena za najbolju glavnu mušku ulogu na festivalu u Puli.
- Godine 1969. – Oktobarska nagrada grada Beograda.
- Godine 1969. – Car Konstantin na Filmskim susretima u Nišu.
- Godine 1973. – Grand Prix na Filmskim susretima u Nišu.
- Slavica (koja od 1994. nosi njegovo ime)

## Vanjske poveznice veze
- Pavle Vuisić u internetskoj bazi filmova IMDb-u (engl.)